# Joaquín Orellana
Joaquín Orellana (Guatemala, 5 de noviembre de 1930) es un compositor guatemalteco de música académica que se caracteriza por la combinación de música electroacústica con instrumentos elaborados por él mismo.

## Biografía
Joaquín Orellana nació el 5 de noviembre de 1937 en el Barrio San José de la Ciudad de Guatemala. Sus primeros años los vivió en la casa de sus abuelos maternos, una familia muy católica. Su abuelo era comerciante de sombreros de palma, camisas de manta y otros productos para los campesinos que arribaban de Palencia y Chinautla.
El gusto musical, según cuenta él mismo, proviene de su familia paterna, y durante su infancia también aprendió a improvisar versos con ritmo exacto y a utilizar estas palabras para crear ritmos. De la misma forma, tuvo inclinación por la lectura y desde niño se volvió un lector voraz. También mostró interés por los ritmos y sonidos de la naturaleza.

### Carrera musical
Sus primeros estudios musicales formales fueron en el colegio de San Sebastián, donde ingresó a la banda y aprendió solfeo elemental, y donde también conoció música de ópera, en especial de Verdi. Debido a sus intereses musicales, dejó el bachillerato en el Instituto Nacional Central para varones para entrar al Conservatorio Nacional de Música 'Germán Alcántara', graduándose como violinista en 1959. Su primera obra fue compuesta entre los 17 y 19 años, titulada Exorcismo para piano, el cual está motivado por su interés en lo místico y lo demoniaco.
Más tarde, fue uno de los compositores becados para estudiar en el Centro Latinoamericano de Altos Estudios Musicales del Instituto Di Tella en Buenos Aires, Argentina entre 1967 y 1968. En el CLAEM, pudo estudiar con Alberto Ginastera, Francisco Kröpfl, Luigi Nono, Fernando von Reichenbach, Gerardo Gandini, Cristóbal Halffter, Román Haubestock Ramati y Vladimir Ussachevsky. Durante esta época también pudo tomar cursos de lingüística estructural, técnicas audiovisuales y filosofía del arte.
En 1973, Orellana, así como otros compositores guatemaltecos como Enrique Anleu Díaz, comienzan a experimentar con la música electroacústica con tecnología análoga. Sin embargo, como él mismo señala, tras su estancia en el CLAEM, sufrió una 'crisis a la inversa' en su país natal, pues la música de vanguardia que era escuchada en Europa y otros países, no tenía ninguna recepción en Guatemala; sin embargo, tampoco quería hacer música basada en música criolla pues se convertiría en un compositor trasnochado. Sin embargo, a través de una mezcla de las técnicas compositivas que había aprendido y los sonidos propios de su país pudo encontrar su propio estilo, el cual se materializó con las Humanofonías, obras musicales que capturaban el paisaje sonoro guatemalteco y las técnicas de música concreta y electroacústica.
En 2012, el artista plástico mexicano Carlos Amorales y Julián Lede fueron comisionados para crear una versión audiovisual de una partitura de Orellana para una película animada de Walt Disney. Dicho filme estaba realizado con sombras proyectadas en una pantalla junto con las formas de los instrumentos del compositor, así como las notaciones de sus obras.

## Obra

### Características
A partir de los años 60, Orellana comenzó a introducir la técnica electroacústica en su música; sin embargo, su producción se caracteriza sobre todo por utilizar instrumentos acústicos creados o transformados por él mismo. Uno de los instrumentos que suele transformar es la marimba. Sin embargo, más allá de la búsqueda sonora del compositor, su compromiso político-social también es parte de su múxxx futrros futa cogiendo 
tores con mayor pobreza en Guatemala, así como en la cultura folclórica, las expresiones locales y los sonidos que representan a su país.
La obra de Orellana, aunque retrata el mundo sonoro autóctono de Guatemala, no intenta estilizar a las culturas indígenas o mostrar su carácter folclórico, sino presentarlas desde la opresión que han vivido a partir de la conquista:

Solo que no es el indígena en su circunstancia de lo autóctono. De lo folclórico menos. Si no que es el indígena en su situación de sojuzgado desde sus ancestros, desde la conquista de Europa. Es eso. Hay una piedad por lo indígena de su circunstancia histórica de opresión, de sojuzgamiento. Porque al ponerle solo indígena podría malinterpretarse, ¿verdad?, como un paternalismo hacia lo indígena, que no es eso. Si no exponiendo a través de enfatizar el acento del habla. Es muy importante, en su habla, al separar el sonido del sentido, se pone en relieve un canto subyacente. Yo invertí la cinta magnética, al invertirla ya no está el sentido, y sí está el canto subyacente.
Joaquín Orellana

### Lista de obras
- Contrastes (1963), ballet para orquesta y cinta, compuesta en 1963, cuya parte de electroacústica fue hecha en un estudio de grabación comercial en la ciudad de Guatemala.
- Metéora (1968), para cinta, realizada en el Centro Latinoamericano de Altos Estudios Musicales, Buenos Aires.
- Humanofonía I (1971), para orquesta y cinta, obra electroacústica testimonial, la cual a través de recursos microfónicos relata la violencia cotidiana que se institucionalizó en Guatemala por el poder militar, retratando el hambre y la miseria de la dictadura.[6]
- Malebolge (Humanofonía II) (1972), para cinta.
- Entropé (1972), para cinta.
- Primitiva I (1973), para cinta.
- Asediado-Asediante (1973), para cinta.
- Itero-tzul (1973), para cinta.
- Sortilegio (1978), para cinta.
- Rupestre en el futuro (1979), para cinta.
- Imágenes de una historia en redondo (imposible a la equis) (1980), para cinta.
- Híbrido a presión (1982), para dos flautas, instrumentos especiales y cinta.
- Evocación profunda y traslaciones de una marimba (1984), para marimba, instrumentos especiales, coro mixto, 5 flautas dulces, recitante y cinta.
- Híbrido a presión II (1986), para dos flautas transversas, instrumentos especiales y cinta.
- Ramajes de una Marimba Imaginaria (1986), para marimba, instrumentos especiales y recitante.
- Sacratávica (in memoriam por la víctimas de Río Negro de 1982) (1998), para coro, 3 flautas de pico, instrumentos especiales y marimba.
- La tumba del Gran Lengua (2001), cantata escénica.
- Historia del niño que se llamaba Espejito con Ojos (2010), cantata para niños, para orquesta de solistas, instrumentos especiales y coro de niños.
- Violinada violhonda (in memoriam Marcel Duval) (2011), para 6 violines, 5 violas y un violín fantasma.
- Sinfonía desde el Tercer Mundo (2017).
- Efluvios y Puntos (2020).

## Premios y distinciones
- 1965. Parte de su obra musical se presentó en el II Festival Interamericano de música en Washington, Estados Unidos.[7]
- 1979. Mención en el VII Concurso Internacional de Música Electroacústica en Francia por su obra Rupestre en el Futuro.[3]
- 2018. Recibe el nombramiento de Guatemalteco Ilustre por el congreso de Guatemala y una pensión vitalicia.[8][9]

## Discografía
- Colección “Música Nueva Latinoamericana” (1976), Uruguay. Se incluye Humanofonía en el disco 2.[3]
- "Ramajes de una marimba imaginaria" (1995), Guatemala.
- “Hacia una música contemporánea latinoamericana” (2003), Costa Rica. Se incluye Ramajes de una marimba imaginaria.[3]
- "Hojas de álbum" (2005), Guatemala. Obras para violín y piano.
- "Cancioncillas nostalgimientes bufonantes" (2008), Guatemala.
- "Historia del niño que se llamaba Espejito con Ojos" (2010), Guatemala. Cantata para niños inspirada en el cuento El hombre que lo tenía todo, todo, todo de Miguel Ángel Asturias.
- "Violinada violhonda" (2014), Guatemala.